# Strobilanthes nagaensis
Strobilanthes nagaensis är en akantusväxtart som först beskrevs av Cornelis Eliza Bertus Bremekamp, och fick sitt nu gällande namn av Walter John Emil Kress och Defilipps. Strobilanthes nagaensis ingår i släktet Strobilanthes och familjen akantusväxter. Inga underarter finns listade i Catalogue of Life.